# Liste der Bodendenkmäler in Volkach
Auf dieser Seite sind die Bodendenkmäler in der unterfränkischen Stadt Volkach zusammengestellt. Diese Tabelle ist eine Teilliste der Liste der Bodendenkmäler in Bayern. Grundlage ist die Bayerische Denkmalliste, die auf Basis des Bayerischen Denkmalschutzgesetzes vom 1. Oktober 1973 erstmals erstellt wurde und seither durch das Bayerische Landesamt für Denkmalpflege geführt wird. Die folgenden Angaben ersetzen nicht die rechtsverbindliche Auskunft der Denkmalschutzbehörde.

## Bodendenkmäler in Volkach
| Lage                                                                              | Objekt | Akten-Nr.     | Bild           |
| --------------------------------------------------------------------------------- | --- | ------------- | -------------- |
| (Standort)                                                                        | Siedlung der Linearbandkeramik und des Mittelneolithikums. | D-6-6027-0168 |                |
| Volkach-Gaibach, Öttershausen, KT 35 (Standort)                                   | Archäologische Befunde des Mittelalters und der frühen Neuzeit im Bereich des Gutshofes | D-6-6027-0217 | weitere Bilder |
| Volkach-Fahr, Blütenstraße (Standort)                                             | Archäologische Befunde des Mittelalters und der frühen Neuzeit im Bereich der Kath. Pfarrkirche St. Johannes der Täufer von Fahr. | D-6-6126-0233 | weitere Bilder |
| (Standort)                                                                        | Siedlung der Hallstattzeit. | D-6-6127-0008 |                |
| (Standort)                                                                        | Bestattungsplatz mit verebnetem vorgeschichtlichem Grabhügel | D-6-6127-0068 |                |
| (Standort)                                                                        | Brandgräber der Hallstattzeit. | D-6-6127-0070 |                |
| KT 10, südlich der Sommerach (Standort)                                           | Spätmittelalterliche bis frühneuzeitliche Wüstung „Uhlberg“. | D-6-6127-0071 |                |
| (Standort)                                                                        | Siedlung des Neolithikums und der Hallstattzeit. | D-6-6127-0072 |                |
| Kirchberg, Kirchbergweg 20 (Standort)                                             | Archäologische Befunde des Mittelalters und der frühen Neuzeit im Bereich der Kath. Wallfahrtskirche „St.Maria im Weingarten“ bei Volkach mit Vorgängerbauten, Körpergräber des zugehörigen Friedhofes sowie Befunde vorgeschichtlicher Siedlungen.                                                  | D-6-6127-0073 | weitere Bilder |
| (Standort)                                                                        | Freilandstation des Mesolithikums und Siedlung der Späthallstatt-/Frühlatènezeit. | D-6-6127-0078 |                |
| (Standort)                                                                        | Siedlung der jüngeren Latènezeit sowie mittelalterliche bis neuzeitliche Skelettreste. | D-6-6127-0084 |                |
| (Standort)                                                                        | Archäologische Befunde des hohen und späten Mittelalters und der frühen Neuzeit | D-6-6127-0085 |                |
| (Standort)                                                                        | Bestattungsplatz mit Grabhügeln der Hallstattzeit. | D-6-6127-0087 |                |
| (Standort)                                                                        | Bestattungsplatz mit Grabhügeln vorgeschichtlicher Zeitstellung. | D-6-6127-0088 |                |
| Volkach-Volkach (Standort)                                                        | Archäologische Befunde des Mittelalters und der frühen Neuzeit im Bereich der Altstadt von Volkach. | D-6-6127-0090 | weitere Bilder |
| Vogelsburg (Standort)                                                             | Vorgeschichtliche Abschnittsbefestigung mit Funden des Jungneolithikums, der Urnenfelderzeit, der Hallstattzeit, der frühen Latènezeit und der jüngeren Latènezeit. Funde des Paläolithikums, des Endneolithikums und der Bronzezeit, mittelalterlicher und frühneuzeitlicher Burgstall und Kloster. | D-6-6127-0091 | weitere Bilder |
| (Standort)                                                                        | Siedlung der Linearbandkeramik. | D-6-6127-0103 |                |
| (Standort)                                                                        | Siedlung des Mittelneolithikums. | D-6-6127-0104 |                |
| (Standort)                                                                        | Freilandstation des Paläolithikums und Siedlung der jüngeren Latènezeit. | D-6-6127-0105 |                |
| Volkach-Obervolkach, oberhalb der Stettenmühle (Standort)                         | Mittelalterlicher Burgstall „Stettenburg“. | D-6-6127-0106 | weitere Bilder |
| (Standort)                                                                        | Siedlung der frühen Latènezeit. | D-6-6127-0108 |                |
| (Standort)                                                                        | Siedlung der Linearbandkeramik und des Mittelneolithikums. | D-6-6127-0109 |                |
| (Standort)                                                                        | Siedlung der Linearbandkeramik, des Mittelneolithikums und der jüngeren Latènezeit. | D-6-6127-0114 |                |
| (Standort)                                                                        | Freilandstation des Mesolithikums und Siedlung des Neolithikums. | D-6-6127-0115 |                |
| (Standort)                                                                        | Siedlung der Linearbandkeramik. | D-6-6127-0116 |                |
| Volkach-Rimbach, Forststraße 25 (Standort)                                        | Verebnetes festes Haus des späten Mittelalters und der frühen Neuzeit. | D-6-6127-0117 |                |
| (Standort)                                                                        | Siedlung der frühen Bronzezeit. | D-6-6127-0125 |                |
| (Standort)                                                                        | Bestattungsplatz mit Grabhügel der frühen Latènezeit. | D-6-6127-0132 |                |
| (Standort)                                                                        | Bestattungsplatz mit Grabhügel vorgeschichtlicher Zeitstellung. | D-6-6127-0133 |                |
| (Standort)                                                                        | Siedlung vor- und frühgeschichtlicher Zeitstellung. | D-6-6127-0139 |                |
| (Standort)                                                                        | Siedlung vor- und frühgeschichtlicher Zeitstellung. | D-6-6127-0140 |                |
| Volkach-Volkach, Kirchgasse 1 (Standort)                                          | Archäologische Befunde des Mittelalters und der frühen Neuzeit im Bereich der Kath. Pfarrkirche St. Georg und Bartholomäus von Volkach. | D-6-6127-0147 | weitere Bilder |
| (Standort)                                                                        | Siedlung der Linearbandkeramik. | D-6-6127-0150 |                |
| (Standort)                                                                        | Siedlung der Linearbandkeramik. | D-6-6127-0156 |                |
| (Standort)                                                                        | Siedlung der Linearbandkeramik. | D-6-6127-0157 |                |
| Volkach-Volkach (Standort)                                                        | Archäologische Befunde des Mittelalters und der frühen Neuzeit im Bereich der Stadtumwehrung von Volkach. | D-6-6127-0160 | weitere Bilder |
| Volkach-Volkach, zwischen Fahrer und Gaibacher Straße (Standort)                  | Siedlung der Linearbandkeramik und des frühen Mittelalters (ehemalige Obere Vorstadt). | D-6-6127-0161 | weitere Bilder |
| (Standort)                                                                        | Grabenwerk vor- und frühgeschichtlicher Zeitstellung. | D-6-6127-0163 |                |
| (Standort)                                                                        | Siedlung der Linearbandkeramik, der Hallstattzeit, der Römischen Kaiserzeit und des frühen Mittelalters | D-6-6127-0165 |                |
| (Standort)                                                                        | Vorgeschichtliche Siedlung. | D-6-6127-0171 |                |
| (Standort)                                                                        | Gräber der Hallstattzeit. | D-6-6127-0173 |                |
| (Standort)                                                                        | Siedlung der Urnenfelderzeit und der Hallstattzeit sowie Bestattungsplatz mit Grabhügeln | D-6-6127-0190 |                |
| (Standort)                                                                        | Siedlung vor- und frühgeschichtlicher Zeitstellung. | D-6-6127-0205 |                |
| (Standort)                                                                        | Freilandstation des Paläolithikums. | D-6-6127-0234 |                |
| Volkach-Volkach, Oberer Markt 5 (Standort)                                        | Archäologische Befunde im Bereich der spätmittelalterlichen und frühneuzeitlichen Kath. Michaelskapelle und dem frühneuzeitlichen Ortsfriedhof in Volkach. | D-6-6127-0235 | weitere Bilder |
| Volkach-Astheim, Kirchstraße 15 (Standort)                                        | Archäologische Befundes des Mittelalters und der frühen Neuzeit im Bereich der Kath. Pfarrkirche St. Johannes Baptist von Astheim. | D-6-6127-0239 | weitere Bilder |
| Volkach-Astheim, Kartäuserstraße (Standort)                                       | Archäologische Befunde des Mittelalters und der frühen Neuzeit im Bereich des ehem. Kartäuserklosters Pons Mariae von Astheim mit Kirche. | D-6-6127-0240 | weitere Bilder |
| Volkach-Eichfeld, Seubeltstraße Ecke Bindersgasse (Standort)                      | Archäologische Befunde des Mittelalters und der frühen Neuzeit im Bereich der Evang. Pfarrkirche von Eichfeld mit Vorgängerbauten und Kirchenburg. | D-6-6127-0243 | weitere Bilder |
| Volkach-Escherndorf, An der Steige Ecke Astheimer Straße (Standort)               | Archäologische Befunde des Mittelalters und der frühen Neuzeit im Bereich der Kath. Pfarrkirche St. Johannes der Täufer von Escherndorf. | D-6-6127-0245 | weitere Bilder |
| Volkach-Fahr (Standort)                                                           | Archäologische Befunde des Mittelalters und der frühen Neuzeit im ehem. befestigten Ortsbereich von Fahr. | D-6-6127-0247 |                |
| Volkach-Fahr (Standort)                                                           | Archäologische Befunde des Mittelalters und der frühen Neuzeit im Bereich der ehem. Ortsbefestigung von Fahr. | D-6-6127-0248 |                |
| Volkach-Fahr, Mönchbergstraße Ecke Blütenstraße (Standort)                        | Archäologische Befunde des Mittelalters und der frühen Neuzeit im Bereich des Friedhofes mit Kapelle in Fahr. | D-6-6127-0249 | weitere Bilder |
| Volkach-Gaibach, Schweinfurter Straße 36 (Standort)                               | Archäologische Befunde der frühen Neuzeit im Bereich der Kath. Pfarrkirche Hl. Dreifaltigkeit von Gaibach. | D-6-6127-0250 | weitere Bilder |
| Volkach-Gaibach, Schweinfurter Straße 31 (Standort)                               | Archäologische Befunde im Bereich des frühneuzeitlichen Schlosses in Gaibach mit mittelalterlicher Burg als Vorgängerbebauung. | D-6-6127-0251 | weitere Bilder |
| Volkach-Gaibach, Schweinfurter Straße 37 (Standort)                               | Archäologische Befunde der frühen Neuzeit im Bereich der Kath. Kapelle Hl. Kreuz in Gaibach. | D-6-6127-0252 | weitere Bilder |
| Volkach-Köhler, Köhler 19 (Standort)                                              | Archäologische Befunde des Mittelalters und der frühen Neuzeit im Bereich der Kath. Kirche St. Andreas von Köhler mit Vorgängerbau. | D-6-6127-0255 | weitere Bilder |
| Volkach-Krautheim, Landstraße 10 (Standort)                                       | Archäologische Befunde des Mittelalters und der frühen Neuzeit im Bereich der Evang. Pfarrkirche von Krautheim mit Kirchgaden sowie Körpergräber. | D-6-6127-0257 | weitere Bilder |
| Volkach-Krautheim, Landstraße 11 (Standort)                                       | Archäologische Befunde des Mittelalters und der frühen Neuzeit im Bereich des Schlosses in Krautheim mit Vorgängerbau. | D-6-6127-0258 | weitere Bilder |
| Volkach-Obervolkach, Bürgermeister-Erhard-Straße Ecke Schwesternstraße (Standort) | Archäologische Befunde des Mittelalters und der frühen Neuzeit im Bereich der Kath. Pfarrkirche St. Nikolaus von Obervolkach. | D-6-6127-0260 | weitere Bilder |
| Volkach-Obervolkach, Michaelistraße 2 (Standort)                                  | Archäologische Befunde der frühen Neuzeit im Bereich der Kath. Friedhofskapelle St. Michael in Obervolkach sowie Körpergräber. | D-6-6127-0261 | weitere Bilder |
| Volkach-Rimbach, südlich des Weinbergs (Standort)                                 | Archäologische Befunde der frühen Neuzeit im Bereich der Wegkapelle bei Obervolkach. | D-6-6127-0265 | weitere Bilder |
| Volkach-Rimbach, Kardinal-Döpfner-Straße 17 (Standort)                            | Archäologische Befunde des Mittelalters und der frühen Neuzeit im Bereich der Kath. Pfarrkirche St. Georg von Rimbach mit Vorgängerbauten sowie Körpergräber. | D-6-6127-0267 | weitere Bilder |
| (Standort)                                                                        | Bestattungsplatz mit Grabhügeln vorgeschichtlicher Zeitstellung. | D-6-6127-0277 |                |
| Volkach-Volkach, Hallburg (Standort)                                              | Archäologische Befunde im Bereich der mittelalterlichen Burg bzw. des frühneuzeitlichen Schlosses Hallburg. | D-6-6127-0278 | weitere Bilder |
| (Standort)                                                                        | Siedlung des Neolithikums. | D-6-6127-0283 |                |
| (Standort)                                                                        | Siedlung der Linearbandkeramik. | D-6-6127-0285 |                |
| (Standort)                                                                        | Siedlung vorgeschichtlicher Zeitstellung. | D-6-6127-0286 |                |